# Mateo Šerić
Mateo Šerić (* 21. März 1999 in Backnang) ist ein deutscher Basketballspieler.

## Laufbahn
Šerić spielte zunächst Tennis und gewann in der Altersstufe U12 die Baden-Württemberg-Meisterschaft. Er begann seine Basketballvereinskarriere im Jahr 2013 bei der BSG Ludwigsburg. Ein Jahr darauf sammelte er Erfahrung im Erwachsenenbereich in der Herrenmannschaft der BSG in der zweiten Regionalliga. In der Saison 2016/17 gab Šerić seinen Einstand in der Basketball-Bundesliga im Hemd der MHP Riesen Ludwigsburg und spielte darüber hinaus weiter in der Ludwigsburger Jugend sowie bei den BSG-Herren.
Im Sommer 2018 wechselte er zum 1. FC Baunach (2. Bundesliga ProA), Nachwuchsfördermannschaft von Brose Bamberg. Er erzielte in der Saison 2018/19 im Durchschnitt 6,8 Punkte je Spiel für Baunach, verpasste mit der Mannschaft aber den Klassenverbleib in der 2. Bundesliga ProA. Im November 2019 wurde er erstmals in Bambergs Bundesligamannschaft eingesetzt. In der Saison 2020/21 sammelte er Einsatzzeit beim Drittligisten BBC Coburg. Im Sommer 2021 holte ihn Zweitligist Tigers Tübingen. Mit der Mannschaft erreichte er 2022 die Endspiele in der 2. Bundesliga ProA. Der Meistertitel wurde verfehlt, Tübingen stieg aufgrund nicht eingereichten Lizenzantrages nicht auf, Šerić erhielt jedoch von der 2. Bundesliga die Auszeichnung als bester Spieler der ProA-Endrunde. 2023 erreichte er mit Tübingen den Bundesliga-Aufstieg, erneut war man Meisterschaftszweiter geworden. Allerdings stieg man 2024 gleich wieder ab.
Šerić blieb in der Bundesliga, indem er im Sommer 2024 nach Heidelberg wechselte, wo auch der vorherige Tübinger Trainer Daniel Jansson angeheuert hatte. In der Saison 2024/25 erreichte er mit Heidelberg überraschend das Halbfinale um die deutsche Meisterschaft.

### Nationalmannschaft
Bereits zwei Jahre nachdem er seine Vereinskarriere begonnen hatte, wurde Šerić in den Kader der U16-Nationalmannschaft berufen und nahm mit ihr im selben Jahr an der Europameisterschaft in Litauen teil. 2017 schaffte er den Sprung ins Aufgebot der U18-Auswahl des Deutschen Basketball Bundes. Anfang Juni 2018 wurde er in die U20-Nationalmannschaft berufen, mit der er im Folgemonat Bronze bei der Heim-EM in Chemnitz errang und im Sommer 2019 abermals Dritter bei der EM dieser Altersklasse wurde.